# François Le Roux
Pour les articles homonymes, voir Le Roux.
François Le Roux est un chanteur d'opéra né le 30 octobre 1955 à Rennes. Il a été, avec Jacques Jansen, l'un des grands interprètes du rôle de Pelléas au XXe siècle.
Dans la première partie de sa carrière, il avait une voix de baryton Martin puis s'est orienté vers les rôles de baryton-basse.

## Biographie
François Le Roux étudie le chant à l'âge de 19 ans avec François Loup puis entre au Studio Lyrique de l'Opéra de Paris. Lauréat du concours Maria Canals de Barcelone en 1978 puis du concours international de chant de Rio de Janeiro en 1979, pendant 5 ans il fera partie de la troupe de l'Opéra de Lyon. Dans la lignée de son prédécesseur Gérard Souzay, au-delà de l'Opéra de Paris, François Le Roux s'engage rapidement dans une carrière internationale : le Covent Garden de Londres, la Scala de Milan, le Fenice de Venise et de nombreuses villes européennes et américaines comme les festivals d’Aix-en-Provence, d'Edimbourg... Il est volontiers considéré comme « le grand ambassadeur de la mélodie française »
En 1991, il est la voix française du méchant chasseur Gaston dans le dessin animé La Belle et la Bête des studios Disney.
Son répertoire s'étend de Monteverdi à l’opéra contemporain avec l’opéra baroque français, l’opéra italien, l’opéra français. De grands compositeurs contemporains lui ont confié l’interprétation de leurs œuvres : Harrison Birtwistle, Hans Werner Henze, Witold Lutoslawski, Tōru Takemitsu, Philippe Hersant, Thierry Lancino...
François Le Roux interprétera Pelléas dans l’opéra Pelléas de Debussy et à partir de 1997, Golaud.
Il aura comme accompagnateurs au piano Jeff Cohen, Alexandre Tharaud, Graham Johnson, Noël Lee, Pascal Rogé, Roger Vignoles...
Parmi ses nombreux disques, il faut citer François Le Roux dans le rôle du général Boum de La Grande-duchesse de Gérolstein d'Offenbach avec l'orchestre Les Musiciens du Louvre dirigé par Marc Minkowski et avec notamment Felicity Lott, Yann Beuron, Sandrine Piau...
François Le Roux est maintenant professeur de chant à l’Académie Maurice Ravel de Saint-Jean-de-Luz depuis 2006 et enseigne l’interprétation notamment au sein de l'Académie Sibelius d’Helsinki, l’Art Song Festival de Cleveland (États-Unis), l’Institut Français de Kyoto (Japon), à l'Escuela Superior de Canto de Madrid, et, chaque année à l’Académie Francis Poulenc de Tours qu’il a fondée en 1997.
De 1997 à 2002, il organise les saisons de récitals de la Bibliothèque nationale de France, associé aux pianistes Alexandre Tharaud et Jeff Cohen.
À partir de 2007, François Le Roux revient sur scène notamment au Théâtre San Carlo de Naples.
Il est membre d'honneur de l'association des Amis de Maurice Ravel.

## Monographies
- François Le Roux et Romain Raynaldy, Le Chant intime. De l’interprétation de la mélodie française, Paris, Fayard, 2004, 326 p. (ISBN 2-213-62072-5, BNF 39278777)
- François Le Roux et Romain Raynaldy, L'opéra français : une question de style : de l'interprétation lyrique, Paris, Hermann, 2019, 378 p. (ISBN 978-2-7056-9498-2, BNF 45625414)

## Discographie
- Marc-Antoine Charpentier : David et Jonathas H 490, dir. Michel Corboz. 2 CD Erato 1982 report 2010

### CD
- Enregistrements avec images des jaquettes de François Le Roux

### DVD
- Pelléas et Mélisande de Debussy - Chef d'orchestre: John Eliot Gardiner - Chanteurs: François Le Roux, José van Dam, Roger Soyer, Jocelyne Taillon, Françoise Golfier, Opéra National de Lyon (2002)